# 17860 Ройґ
17860 Ройґ (17860 Roig) — астероїд головного поясу, відкритий 22 травня 1998 року.
Тіссеранів параметр щодо Юпітера — 3,601.